# Билял аг Ашериф
Билял аг Ашериф (Аш-Шериф) (фр. Bilal ag Acherif; туарегск. ⵀⵍⵍ ⴰⴶ ⵛⵔⴼ (Bll aǧ Šrf); араб.  بلال أغ/أج (آغ/آج) الشريف‎; род. 1977, Мали) — туарегский военный и политический деятель, с 15 октября 2011 генеральный секретарь Национального движения за освобождение Азавада, с 6 апреля — 7 июня 2012 Глава Азавада как Генеральный секретарь НДОА, с 7 июня 2012 Президент Азавада. Глава Президиума НДОА, с 7 июня 2012 Член Временного правительства Азавада.

## До независимости Азавада
До независимости Азавада Билял был учителем и предпринимателем. 15 октября 2011 Билял возглавил Национальное движение за освобождение Азавада.

## Президент Азавада
6 апреля 2012 стал главой Азавада как Генеральный секретарь НДОА. Были проведены многие реформы по созданию полноправного государства. 7 июня 2012 было создано Временное правительство Азавада и Ашерид стал президентом Азавада. 15 июня назначен премьер-министром Азавада.
26 июня 2012 был ранен во время столкновений боевиков и НДОА. По словам пресс-секретаря Временного правительства он был доставлен в соседнюю страну для оказания медицинской помощи.
12 июля 2012 вернулся в должность президента Азавада. 15 июля стал руководителем Азавадской автономии.